# 오오나루토 무니
오오나루토 무니(大鳴門むに) 미디어 믹스 컨텐츠 「D4DJ」의 등장 인물.유닛 'Happy Around!' 멤버.
CV:미무라 하루카

## 인물
'Happy Around!' 멤버 여고생.토끼 귀 머리띠를 입은 작은 소녀.아이모토 린쿠와는 소꿉친구로, 어릴 적 린쿠에게 그림을 칭찬받은 것을 계기로 본격적으로 일러스트를 그리게 된다.그 결과 인터넷상에서는 '화사'로 주목을 받고 있다.모자 가정에서 생활하고, 어머니는 일이 바빠 집에는 부재하기 쉽다.
유닛에서는 VJ를 담당하고 있지만, 그녀가 메인 보컬을 맡는 악곡도 등장한다.고양이 모양의 음악 플레이어 「요조오」를 소지하고 있어, 요조오를 데리고 스테이지에서 퍼포먼스를 선보이기도 한다.
그루미쿠의 유닛 스토리에서는 동경하는 크리에이터들에게 인정받기 위해 해피아라 멤버들도 모르게 영상 제작에 힘쓰는 장면을 볼 수 있다.또 생일파티를 통해 시라토리 호도와는 친해진 것 같다.

## 애니메이션 「First Mix」
아이모토 린쿠와 아카시 마사히데가 하고 있는 DJ 활동에는, 일러스트의 재능을 살려 포스터의 작성이나 VJ의 분야에서 참가하게 된다.자신에게 자신이 없는 일면이 있어 실전 직전에 도망친 적도 있었지만 린쿠의 버팀목으로 활동에 본격적으로 참여하게 된다.
레이와는 당초, 자란 환경의 차이도 있어, 어색한 관계였다.린쿠의 한 마디로 무니의 집에 머물게 됐고, 그로 인해 서로를 이해할 수 있어 신곡 '기부미 Awesome!!!!'이 완성됐다.덧붙여서, 「Awesome(어썸)」이란, 「훌륭하다, (긍정적인 의미로) 경이적·압도적」이라고 하는 의미. 요컨대 「대단하다!천재! 최고!와 같은 의미로, 「Cool」이 가깝다.(우사이카츄사는 이 때에 레이라가 선물한 것. 무니에게서는 레이라가 리본을 선물하고 있다.)
린쿠와는 소꿉친구인 한편, 유년기에 헤어질 무렵의 교환을 둘러싸고 떳떳함을 느끼고 있었다.진수·레(및 카페 바이널의 면면)의 준비에 의해, 랩을 통해서 린쿠와 진정한 화해를 완수했다.
또한 화해 후에는 린쿠에 대해 사랑이 무거운 행동을 보이는 일도 늘어나고 있다.(특히 애니메이션 2기 「All Mix」에서 현저.D4DJ 공식 유튜브 채널에도 오려낸 영상이 올라와 있으니 궁금하신 분들은 체크해보자.)

## 여담
담당 성우 미무라 하루카는 아이돌 가수 경험자.D4DJ 생중계나 SNS에서도 무색한 이기적인 모습을 보여 팬들의 댓글을 사로잡고 있다.